# Vienna Open 2024 - Qualificazioni singolare
Le qualificazioni del singolare del Vienna Open 2024 sono state un torneo di tennis preliminare per accedere alla fase finale della manifestazione. I vincitori dell'ultimo turno sono entrati di diritto nel tabellone principale. In caso di ritiro di uno o più giocatori aventi diritto a questi sono subentrati i lucky loser, ossia i giocatori che hanno perso nell'ultimo turno ma che avevano una classifica più alta rispetto agli altri partecipanti che avevano comunque perso nel turno finale.

## Teste di serie
1. Jakub Menšík (qualificato)
2. Pavel Kotov (primo turno)
3. Jaume Munar (ultimo turno)
4. Zizou Bergs (ritirato)

1. Alexandre Müller (ultimo turno)
2. Corentin Moutet (primo turno)
3. Dušan Lajović (primo turno)
4. Thiago Seyboth Wild (qualificato)

## Qualificati
1. Jakub Menšík
2. Márton Fucsovics

1. Quentin Halys
2. Thiago Seyboth Wild

## Tabellone

### Legenda
| - Q = Qualificato - WC = Wild card - LL = Lucky loser | - ALT = Alternate - SE = Special Exempt - PR = Protected Ranking | - w/o = Walkover - r = Ritirato - d = Squalificato |

### Sezione 1
|  | Primo turno | Primo turno         | Primo turno         | Primo turno | Primo turno |  |  | Ultimo turno | Ultimo turno     | Ultimo turno     | Ultimo turno | Ultimo turno |  |
|  |             |                     |                     |             |             |  |  |              |                  |                  |              |              |  |
|  | 1           | Jakub Menšík        | Jakub Menšík        | 6           | 6           |  |  |              |                  |                  |              |              |  |
|  |             | Alexander Ritschard | Alexander Ritschard | 3           | 4           |  |  | 1            | Jakub Menšík     | Jakub Menšík     | 6            | 6            |  |
|  |             | Maximilian Marterer | 4                   | 6           | 2           |  |  | 5            | Alexandre Müller | Alexandre Müller | 3            | 2            |  |
|  | 5           | Alexandre Müller    | 6                   | 3           | 6           |  |  |              |                  |                  |              |              |  |

### Sezione 2
|  | Primo turno | Primo turno      | Primo turno      | Primo turno | Primo turno |  |  | Ultimo turno | Ultimo turno     | Ultimo turno | Ultimo turno | Ultimo turno |  |
|  |             |                  |                  |             |             |  |  |              |                  |              |              |              |  |
|  | 2           | Pavel Kotov      | Pavel Kotov      | 3           | 4           |  |  |              |                  |              |              |              |  |
|  |             | Márton Fucsovics | Márton Fucsovics | 6           | 6           |  |  |              | Márton Fucsovics | 6            | 6            | 6            |  |
|  | WC          | Richard Gasquet  | Richard Gasquet  | 7           | 7           |  |  | WC           | Richard Gasquet  | 3            | 7            | 3            |  |
|  | 7           | Dušan Lajović    | Dušan Lajović    | 5           | 62          |  |  |              |                  |              |              |              |  |

### Sezione 3
|  | Primo turno | Primo turno     | Primo turno    | Primo turno | Primo turno |  |  | Ultimo turno | Ultimo turno  | Ultimo turno  | Ultimo turno | Ultimo turno |  |
|  |             |                 |                |             |             |  |  |              |               |               |              |              |  |
|  | 3           | Jaume Munar     | Jaume Munar    | 7           | 6           |  |  |              |               |               |              |              |  |
|  | WC          | Jurij Rodionov  | Jurij Rodionov | 5           | 3           |  |  | 3            | Jaume Munar   | Jaume Munar   | 1            | 63           |  |
|  |             | Quentin Halys   | 0              | 7           | 6           |  |  |              | Quentin Halys | Quentin Halys | 6            | 7            |  |
|  | 6           | Corentin Moutet | 6              | 65          | 4           |  |  |              |               |               |              |              |  |

### Sezione 4
|  | Primo turno | Primo turno          | Primo turno         | Primo turno | Primo turno |  |  | Ultimo turno | Ultimo turno         | Ultimo turno         | Ultimo turno | Ultimo turno |  |
|  |             |                      |                     |             |             |  |  |              |                      |                      |              |              |  |
|  | Alt         | Bu Yunchaokete       | 5                   | 7           | 63          |  |  |              |                      |                      |              |              |  |
|  |             | Aleksandar Kovacevic | 7                   | 63          | 7           |  |  |              | Aleksandar Kovacevic | Aleksandar Kovacevic | 4            | 4            |  |
|  | WC          | Pablo Carreño Busta  | Pablo Carreño Busta | 3           | 2           |  |  | 8            | Thiago Seyboth Wild  | Thiago Seyboth Wild  | 6            | 6            |  |
|  | 8           | Thiago Seyboth Wild  | Thiago Seyboth Wild | 6           | 6           |  |  |              |                      |                      |              |              |  |